# Darío Silva Silva
Darío Silva Silva (Tarqui, Huila, 27 de junio de 1938) es un empresario, periodista, columnista, conferencista, teólogo. misionero, predicador, pastor y escritor Colombiano reconocido por ser el Cofundador de Los Papelípolas, primer grupo cultural y literario del Huila y de la iglesia protestante Casa Sobre la Roca, de la cual es su pastor general.

## Biografía

### Carrera periodística
Darío Silva Silva nació en Tarqui, Huila, el 27 de junio de 1938 Desde niño se convenció de que quería ser periodista y lo logró en poco tiempo. A sus 17 años, cuando terminó sus estudios, se fue a Garzón, Huila, donde empezó como jefe de redacción de la emisora Radio Garzón, que acababan de fundar.
“Ahí comencé, pero la etapa clásica y bonita fue cuando trabajé con Alberto Galindo, quien tenía un noticiero de radio que se llamaba La Opinión, y yo era el jefe de información política en Bogotá. Él me llevó al Congreso Nacional y me presentó a sus fuentes de información, entre los que estaban Julio César Turbay, Álvaro Gómez Hurtado y Guillermo León Valencia. Entré en contacto con la alta clase política del país”.
desde su adolescencia fue comunicador social, hecho que lo llevó a ejercer el periodismo político durante cerca de treinta años en distintos medios de comunicación. También fue empresario por algún tiempo del Telenoticiero Noticolor. Trabajó en emisoras de radio y noticieros de Colombia y fue columnista de algunos diarios regionales.

Silva dirigía y era dueño, junto a su compañero Darío Restrepo, de uno de los noticieros más vistos en el país, pero debido a inconvenientes con el gobierno de la época se vio obligado a abandonar el periodismo .
“Cuando mi partido, el Partido Liberal, perdió las elecciones y surgió el partido contrario (el Partido Conservador), el Gobierno que se instaló (el de Belisario Betancur, en el año 1983) hizo conmigo lo mismo que Hugo Chávez hizo en Caracas con Radio Caracas Televisión. En Colombia se pusieron de ruana todas las leyes para quitarme el noticiero y me despojaron, yo entré en una crisis tremenda porque me tocaba poner diariamente casi un millón de pesos para que el noticiero saliera al aire. Todos los publicistas retiraron los avisos de mi noticiero. Fue una situación muy difícil y hubo un momento en que ya no podía más. Llegué a tener tres embargos sobre mis bienes, cerraron el noticiero, no tenía en qué trabajar, donde quiera que me presentaba me despreciaban, me odiaban, me insultaban, algunos querían matarme y entonces me encerré en una casa”.

### Problemas de depresión
Su estado de ánimo era depresivo y la solución a sus problemas era redactar un libro venenoso para desenmascarar a la clase política del país y luego suicidarse.
“En mis particulares ideas eso era un buen negocio para mí porque, o todo terminaba en la tumba, como decía el materialismo, o había una nueva oportunidad a través de la reencarnación”.
Antes de su conversión al protestantismo, fue estudiante y practicante de diversas doctrinas esotéricas. Como empresario llegó a la ruina económica y al borde del suicidio. Cierto día, le llegó un requerimiento del Gobierno por una cuota de impuestos nacionales y se le ocurrió llamar a una prima para que le consiguiera un millón de pesos para pagar.
“Me dijo que una amiga suya, de su grupo de oración, me los iba a prestar. Pensé que se iba a aparecer con una vieja de pelo largo, con falda larga, con una biblia debajo del brazo y con aires de superioridad espiritual, porque esa era la imagen del cristiano y yo en esa época era masón. La realidad fue que mi prima se apareció con una mujer bonita, elegante y bien arreglada, no tenía ninguna religiosidad. Me dijo que le había preguntado al Señor si debía ir donde un tipo tan arrogante, prepotente, ricachón, orgulloso y arriesgar un millón de pesos y, burlándome de ella, le pregunté qué le había respondido su Señor. Sacó de su bolso una biblia pequeña y me leyó un pasaje en Job, ese libro para mí era el más bello poema del dolor humano, ella me leyó algo que me dejó espantado porque era exactamente lo que estaba pasando conmigo, no faltaba un solo detalle. Estaba estremecido. Me dijo que estaba en peligro de muerte y el secreto de que me iba a suicidar lo sabíamos Dios y yo, nadie más. Yo solo lloraba. Desde entonces mi vida comenzó a cambiar”.
Darío fue invitado al matrimonio de Diana Turbay, hija del expresidente Julio César Turbay, y allá se encontró con el periodista y escritor Juan Gossaín. 
“Me dijo que no iba a permitir que me encerrara y me ofreció trabajar con él en RCN, dos días después me llamó Carlos Ardila Lule y me preguntó que cuándo empezaba. Así fue que volví. Pagué todas mis deudas, trabajé y me dediqué a estudiar Teología por las noches. Eso fue en el año 85, me tocó cubrir la Toma del Palacio de Justicia, la Tragedia de Armero”.

### Intento de secuestro
Sus problemas no terminaron y aunque tuvo que viajar a Estados Unidos tras un fallido intento por secuestrarlo, regresó al país para perdonar, hablar de reconciliación y de amor. Silva perdonó en la cárcel de Cómbita a Guillermo Rodríguez Molina, encargado de su secuestro.

### Conversión al protestantismo
Se casó con Esther Lucía Ángel, la mujer que le prestó el dinero y le habló de Dios. Ambos dirigían un grupo de oración en el garaje de su casa, hasta que una madrugada, mientras Darío emitía las noticias, una discípula intentó lanzarse de un piso 17.
“Ese día Dios me puso a escoger. O seguía dando malas noticias por los medios o daba buenas noticias para salvar vidas como la de esa mujer”.
Así que dejó el periodismo, los detalles sobre su conversión y los hechos previos a la misma son narrados en su libro "El Hombre que Escapó del Infierno". 

### Fundación de la Iglesia  Casa Sobre la Roca
Alrededor de 1984 inició su formación como ministro protestante, se casa con Esther Lucía y junto con ella funda el 1 de septiembre de 1987 en Bogotá a la Unión de Hogares Cristianos Casa Sobre la Roca. Los planteamientos de Silva-Silva sobre un Protestantismo vitalista, actualista y verdaderamente solucionista que afecte a todas las culturas del mundo postmoderno, se hallan presentados en su libro El Reto de Dios: Claves para una Iglesia Integral.
Hoy asegura que no se arrepiente de haber dejado el periodismo, que la mejor decisión de su vida fue convertirse al cristianismo y que servirá a Dios, a su iglesia y al prójimo hasta que sus fuerzas le alcancen.

### Estudios
Darío Silva-Silva ha cursado los siguientes estudios superiores:
- Fue ordenado Ministro del Evangelio con reconocimiento de la Sucesión Apostólica Histórica en rango Episcopal por la Traditional Episcopal Church.
- Es doctor en Humanidades y Sagrada Teología del Saint James School of Theology and Seminary.[14]

### Obras misionales y actividades
Como líder y pastor protestante actuó como coordinador del diálogo que la Confederación Evangélica de Colombia entabló con el gobierno colombiano desde 1992, a propósito de la redacción de la Ley para las Libertades Religiosas, con ocasión de que la constitución política de 1991 no declaró a Colombia como un Estado confesional, como sucedía antes, sino que reconoció el derecho de libertad de cultos. En 1996 renuncia ante la Confederación.
Es uno de los maestros invitados que aparecen en el audio libro del prestigioso escritor protestante Rick Warren, llamado “Una Vida con Propósito”, del cual su edición doblada al español fue grabada con la voz de Silva-Silva; y es director del programa de televisión Hechos y Crónicas, que se transmite por varios canales en Hispanoamérica y en 2011, la revista homónima.
Actualmente se encuentra radicado en Miami con su esposa, donde funge como Pastor de la sede Casa Sobre la Roca establecida allí; también es el presidente del Concilio Global de Casa sobre la Roca y dirige las diversas congregaciones que de esta denominación existen en el mundo.
Adicionalmente realiza las veces de catedrático invitado de la Escuela de Estudios Continuados de la Universidad de Miami Koubek Memorial Center, es miembro del Consejo Consultivo del Logos Christian College de Jacksonville, es columnista permanente de las revistas Vida Cristiana y de Libros News, publicadas en Estados Unidos. Es invitado frecuente a espacios de opinión de las cadenas de habla hispana Univisión, Telemundo y América TV.

## Premios y distinciones

### Premios Como comunicador social y periodista
- 1978 Premio Internacional AIDE de la Asociación Interamericana de Educación, en Buenos Aires, Argentina .
- 1981 Orden en grado de Comendador del Congreso de la República de Colombia .
- 1987 Premio Nacional de Periodismo Simón Bolívar junto a Francisco Tulande, a Mejor Trabajo de Investigación para Radio con “La otra Colombia en Nueva York” para RCN Radio
- 1995 Orden Civil al Mérito José Acevedo y Gómez del Concejo de Bogotá, en la categoría Cruz de Oro .

### Premios por su labor ministerial
- La ciudad de Miami ha reconocido públicamente su labor ministerial, y por ello la Oficina del Alcalde y la Junta de Comisionados del Condado de Miami Dade proclamaron el día 15 de diciembre como el Día del Reverendo Doctor Darío Silva-Silva en el 2001.
- Con motivo de su relevancia en el campo religioso, la revista Semana en el 2001 le incluyó en la lista de los “Cuarenta colombianos más poderosos de Colombia”, por considerarlo el líder religioso no católico más influyente de ese país en dicho año.
- Posteriormente la Oficina del Alcalde y la Junta de Comisionados le honran con la entrega de las Llaves de la Ciudad de Miami en el 2002; y
- En el 2005 le distinguieron con la West Miami Gold Medallion por su notable influencia moral en la comunidad del Condado de Miami Dade.[19]

### Grados honorarios
- Doctor Honorario en Humanidades y Sagrada Teología de Laud Hall Seminary
- Doctor Honorario en Filosofía y Religión de Laud Hall Seminary
- Doctor Honorario en Literatura Sagrada del Logos Christian College.
- Licenciado en Teología y Ciencias Religiosas del Seminario Mayor de la Iglesia Anglicana de la Gran Colombia- Diócesis del Caribe y la Nueva Granada.[20]

## Libros
- El Código Jesús
- El Fruto Eterno
- Las Puertas Eternas
- Sexo en la Biblia
- El Eterno Presente
- Las Llaves del Poder
- Sectas y Sectarios
- El Reto de Dios
- La Gran Solución
- Los Protestantes en Colombia
- El Engaño de la Nueva Era
- El Hombre que Escapó del Infierno